# Escudo Dalkon

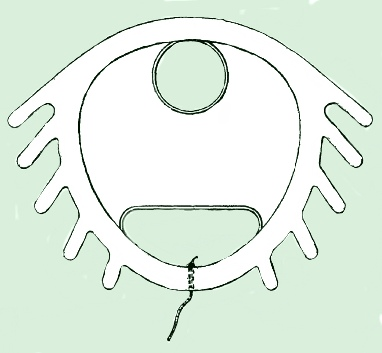
Esboço de um Escudo

O Escudo Dalkon era um dispositivo contraceptivo intrauterino (DIU) desenvolvido pela Dalkon Corporation e comercializado pela AH Robins Company. Descobriu-se que o escudo Dalkon causava ferimentos graves a uma percentagem desproporcionalmente grande das suas usuárias, o que acabou por levar a diversos processos judiciais, nos quais os júris concederam milhões de dólares em indemnizações compensatórias e punitivas.
No momento da sua introdução, o Escudo Dalkon foi promovido como uma alternativa mais segura em comparação com as pílulas contraceptivas, que na época eram objecto de muitas preocupações de segurança. Os relatórios iniciais na literatura médica levantaram questões sobre se a sua eficácia na prevenção da gravidez e taxa de expulsão eram tão boas quanto as alegadas pelo fabricante, mas não detectaram a tendência do dispositivo em causar aborto séptico e outras infecções graves.
Cerca de 200.000 mulheres fizeram reivindicações contra a empresa AH Robins, principalmente relacionadas a reivindicações associadas a doenças inflamatórias pélvicas e perda de fertilidade. A empresa acabou entrando em processo de falência. Os representantes da empresa argumentaram que as infecções pélvicas têm uma ampla variedade de causas e que o escudo Dalkon não era mais perigoso do que outras formas de controle de natalidade. Os advogados dos lesados argumentaram que as mulheres que eles representaram seriam saudáveis e férteis hoje se não fosse pelo dispositivo. Cientistas do CDC afirmaram que ambos os argumentos têm mérito.